# Vela nos Jogos Olímpicos de Verão da Juventude de 2010 - Techno 293 feminino
As competições da classe Techno 293 feminino nos Jogos Olímpicos de Verão da Juventude de 2010 foram disputadas entre os dias 17 e 25 de agosto no Centro Nacional de Vela, em Singapura. 18 atletas participaram deste evento.
Inicialmente, estavam previstas dezesseis regatas antes da regata decisiva, porém, devido às más condições do tempo, apenas dez foram efetivamente realizadas, além da regata da medalha. Cada atleta teve o direito de descartar seu pior resultado.

## Medalhistas
| Ouro   | THA Siripom Kaewduang-Ngam |
| Prata  | ITA Veronica Fanciulli     |
| Bronze | SIN Audrey Pei Lin Yong    |

## Resultados
A regata M é a regata que valeu medalha.
| Pos.              | Atleta                     | Regata | Regata | Regata | Regata | Regata | Regata | Regata | Regata | Regata | Regata | Regata |     | Pontos perdidos |
| Pos.              | Atleta                     | 1      | 2      | 3      | 4      | 5      | 6      | 7      | 8      | 9      | 10     | M      |     | Pontos perdidos |
| ----------------- | -------------------------- | ------ | ------ | ------ | ------ | ------ | ------ | ------ | ------ | ------ | ------ | ------ | --- | --------------- |
| Medalha de ouro   | THA Siripom Kaewduang-Ngam | 1      | 9      | 1      | 9      | 2      | 1      | 1      | 1      | 1      | 1      | 4      | 22  |                 |
| Medalha de prata  | ITA Veronica Fanciulli     | 2      | 3      | 9      | 12     | 1      | OCS    | 3      | 2      | 2      | 4      | 1      | 39  |                 |
| Medalha de bronze | SIN Audrey Pei Lin Yong    | 4      | 1      | 4      | 8      | 4      | 2      | 7      | 6      | 4      | 8      | 3      | 43  |                 |
| 4                 | ISR Naomi Cohen            | 3      | 2      | 2      | 4      | 6      | OCS    | 2      | 8      | 6      | 5      | 8      | 46  |                 |
| 5                 | ESP Lara Lagoa             | 6      | 5      | 10     | 2      | 8      | 4      | 4      | 7      | 3      | 2      | 5      | 46  |                 |
| 6                 | ARG Valentina Serigos      | 5      | 6      | 3      | 3      | 5      | 6      | 5      | 3      | 5      | 3      | 9      | 47  |                 |
| 7                 | BLR Anastasiya Valkevich   | 11     | 4      | 5      | 1      | 3      | OCS    | 8      | 4      | 10     | 6      | 2      | 54  |                 |
| 8                 | POL Hanna Idziak           | 7      | 7      | 6      | 5      | 9      | 3      | 10     | 10     | 7      | 7      | 6      | 67  |                 |
| 9                 | HKG Ka Kei Man             | 8      | 10     | 7      | 7      | 7      | OCS    | 6      | 5      | 9      | 9      | 10     | 78  |                 |
| 10                | FRA Clidane Humeau         | 10     | 8      | 11     | 6      | 11     | 5      | 11     | 9      | 11     | 11     | 12     | 94  |                 |
| 11                | GBR Jade Rogers            | 9      | 14     | 8      | 10     | 10     | OCS    | 9      | 11     | 8      | 16     | 7      | 102 |                 |
| 12                | MEX Diana Valera           | 13     | 13     | 15     | 11     | 15     | 7      | 13     | 13     | 13     | 13     | 13     | 124 |                 |
| 13                | JPN Shiori Yuri            | 12     | 11     | 12     | 14     | 12     | OCS    | 12     | 18     | 12     | 12     | 11     | 126 |                 |
| 14                | BRA Wendy Richer Soares    | 15     | 15     | 17     | 13     | 13     | 9      | 16     | 12     | 16     | 10     | 18     | 137 |                 |
| 15                | BEL Andrea Vanhoorne       | 14     | 12     | 16     | 15     | 14     | 8      | 14     | 14     | DSQ    | 14     | 17     | 138 |                 |
| 16                | USA Margot Samson          | 16     | 16     | 14     | 16     | 16     | 10     | 15     | 15     | 17     | DNC    | 14     | 149 |                 |
| 17                | CAN Audrey Caron           | 17     | 17     | 13     | 17     | 18     | 11     | 17     | 16     | 14     | 17     | 16     | 155 |                 |
| 18                | PER Josefina Roder         | 18     | 18     | 18     | 18     | 17     | DNF    | 18     | 17     | 15     | 15     | 15     | 169 |                 |

### Legenda
- OCS – On the Course Side of the starting line
- DSQ – Desclassificado (Disqualified)
- DNF – Não completou (Did Not Finish)
- DNS – Não largou (Did Not Start)
- BFD – Desclassificado por bandeira preta (Black Flag Disqualification)
- RAF – Aposentou-se ao fim da competição (Retired after Finishing)